# Listă de actori estoni
Aceasta este o listă de actori estoni.
Cuprins: Început - 0–9 A B C D E F G H I J K L M N O P Q R S T U V W X Y Z

## A
- Argo Aadli
- Ott Aardam
- Tõnu Aav
- Dajan Ahmet
- Ellen Alaküla
- Peeter Allik
- Maria Annus
- Märt Avandi

## E
- Taavi Eelmaa
- Herta Elviste
- Ants Eskola
- Ita Ever

## H
- Kersti Heinloo
- Tiit Helimets

## I
- Tanel Ingi
- Ingrid Isotamm

## J
- Jüri Järvet

## K
- Rasmus Kaljujärv
- Volli Käro
- Teet Kask
- Kaljo Kiisk
- Enn Klooren
- Hele Kõrve
- Harry Kõrvits
- Arvo Kruusement
- Risto Kübar
- Betty Kuuskemaa

## L
- Lia Laats
- Lauri Lagle
- Anu Lamp
- Liis Lass
- Piret Laurimaa
- Ants Lauter
- Margus Lepa
- Ellen Liiger
- Mari Lill
- Tiit Lilleorg
- Raine Loo
- Aksella Luts
- Ain Lutsepp

## M
- Laine Mägi
- Tõnis Mägi
- Heino Mandri
- Marko Matvere
- Leonhard Merzin
- Laine Mesikäpp
- Mikk Mikiver
- Mari Möldre

## N
- Lauri Nebel
- Sulev Nõmmik

## O
- Andres Oja
- Indrek Ojari
- Tõnu Oja
- Liina Olmaru
- Margus Oopkaup
- Georg Ots

## P
- Ester Pajusoo
- Lauri Pedaja
- Helend Peep
- Mari Pokinen
- Mirtel Pohla
- Eduard Pütsep

## R
- Rita Raave
- Karin Rask
- Elsa Ratassepp
- Evi Rauer
- Elisabet Reinsalu
- René Reinumägi

## S
- Üllar Saaremäe
- Külliki Saldre
- Indrek Sammul
- Mart Sander
- Kristjan Sarv
- Aino Seep
- Ott Sepp
- Eili Sild
- Sophie Sooäär
- Meeli Sööt
- Arno Suurorg

## T
- Kiiri Tamm
- Karin Tammaru
- Kärt Tammjärv
- Ruut Tarmo
- Külli Teetamm
- Liina Tennosaar
- Klaudia Tiitsmaa
- Taimo Toomast
- Koit Toome
- Harriet Toompere

## U
- Albert Üksip
- Lembit Ulfsak
- Olli Ungvere
- Katariina Unt
- Johann Urb
- Pärt Uusberg
- Jan Uuspõld

## V
- Andrus Vaarik
- Nele-Liis Vaiksoo
- Viire Valdma
- Helene Vannari
- Ragne Veensalu
- Juhan Viiding
- Aarne Viisimaa
- Vello Viisimaa
- Evelin Võigemast
- Priit Võigemast
- Peeter Volkonski

## Vezi și
- Listă de regizori estoni